# Asplenium bipinnatifidum
Asplenium bipinnatifidum är en svartbräkenväxtart som beskrevs av Bak. Asplenium bipinnatifidum ingår i släktet Asplenium och familjen Aspleniaceae. Utöver nominatformen finns också underarten A. b. beccarianum.